# Corynomalus auratus
Corynomalus auratus es una especie de coleóptero de la familia Endomychidae.

## Distribución geográfica
Habita en el Amazonas.